# مقاطعة بايغانغ
مقاطعة بايغانغ هي واحدة من الأقسام الإدارية في تايوان.

## التاريخ
تم إنشاء مقاطعة بايغانغ ، الواقعة في وسط تايوان ، من خلال دمج مقاطعة بايغانغ ومقاطعة هوواي خلال الحكم الياباني . في أكتوبر 1945 ، قام تشين يي ، المسؤول عن الإدارة العسكرية في تايوان ، بتأجيل بعض إجراءات إعادة الهيكلة ، قائلاً إن تطبيق نظام الحكم المحلي لم يكن مناسبًا للوضع الحالي ، كما تم تأجيل إنشاء محافظة بيغانغ.